# Lijst van vlaggen van Wit-Rusland
Dit is een lijst van vlaggen van Wit-Rusland.

## Nationale vlag (perFIAV-codering)
|          | Civiele vlag | Staatsvlag | Oorlogsvlag |
| -------- | ------------ | ---------- | ----------- |
| Te land  | · ?          | · ?        | · ?         |
| Te water | · ?          | · ?        | · ?         |

## Vlaggen van bestuurders
| Vlag | Periode      | Functie                  | Beschrijving |
| ---- | ------------ | ------------------------ | ------------ |
|      | 1997 - heden | Presidentiële standaard. |              |

## Militaire vlaggen
De oorlogsvlag is reeds in de eerste tabel te vinden.
| Vlag | Periode | Functie                                  | Beschrijving |
| ---- | ------- | ---------------------------------------- | ------------ |
|      |         | Vaandel van de Wit-Russische grenswacht. |              |

## Vlaggen van etnische minderheden
| Vlag | Periode | Functie                                  | Beschrijving                                                        |
| ---- | ------- | ---------------------------------------- | ------------------------------------------------------------------- |
|      |         | Vlag van de Wit-Russische Lipka-Tataren. | Een wit-rood-witte vlag met een halve maan en een vijfpuntige ster. |